# Thông luật

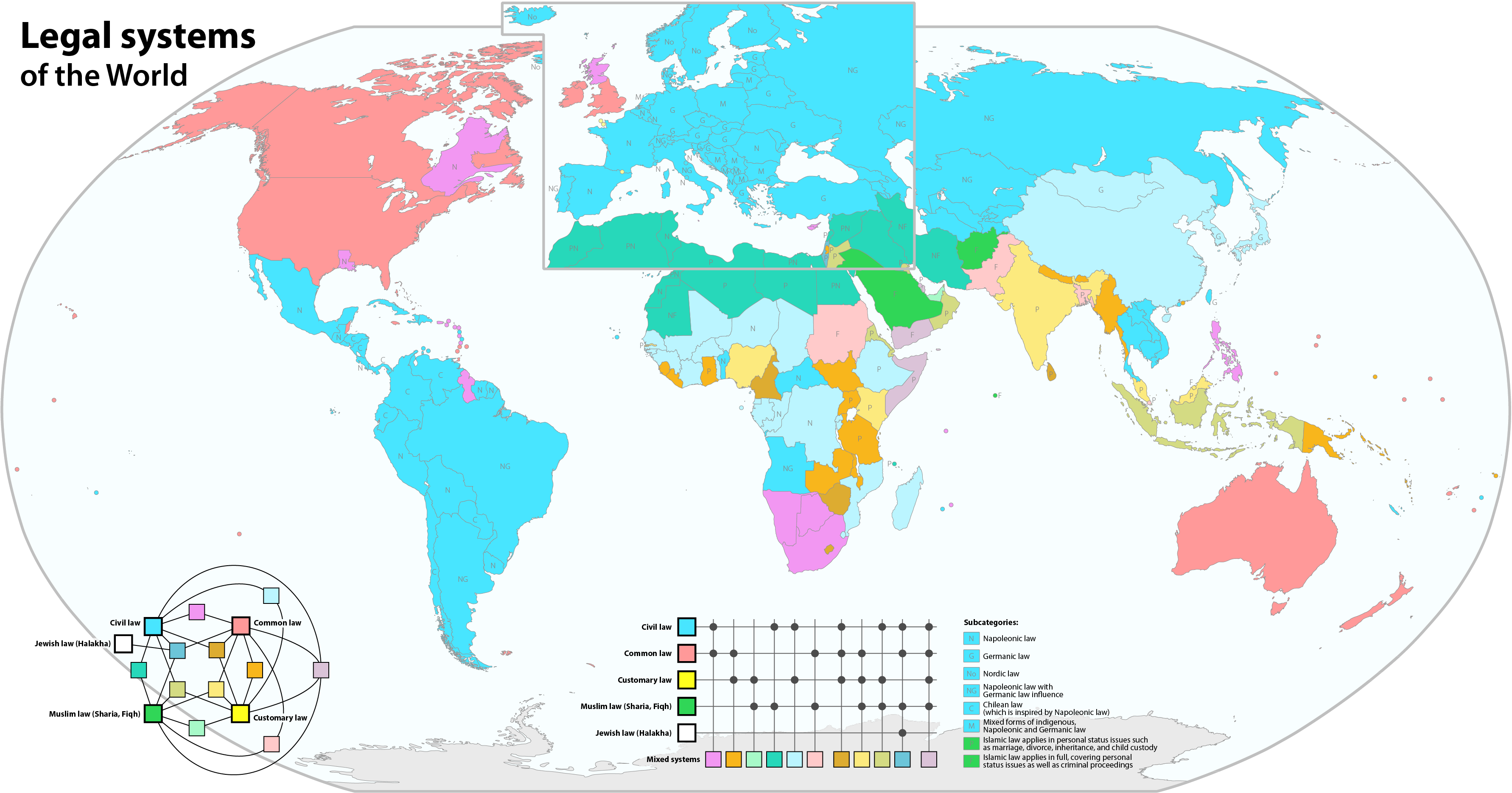
Bản đồ hệ thống luật trên thế giới. Màu đỏ chỉ các nước theo thông luật

Thông luật là một loại luật pháp chủ yếu được phát triển bởi các phán xét thông qua các phán quyết của tòa án hay các cơ quan tương tự hơn là những quyết định của các cơ quan lập pháp hay hành pháp (luật thành văn). Hệ thống thông luật là một loại hệ thống luật pháp trong đó thông luật chiếm tỉ trọng rất đáng kể theo nguyên tắc "có thái độ xử lý khác nhau đối với các sự việc giống nhau trong các tình huống khác nhau là một việc làm bất công". Phần chính yếu của các tiền lệ được gọi là "thông luật" và nó có vai trò ràng buộc các quyết định trong tương lai. Trong những trường hợp các bên tham gia trong vụ án không đồng thuận với nhau về phần luật pháp, tòa án sẽ tra cứu hồ sơ của các bản án trước đó và nếu như một vụ việc tương tự trong quá khứ đã được giải quyết, tòa án có nghĩa vụ phải áp dụng các phán quyết trong vụ án tương tự ở quá khứ vào vụ việc hiện tại (nguyên tắc này được gọi là stare decisis). Tuy nhiên, nếu như tình huống phát sinh ra trong vụ án hiện tại là hoàn toàn mới và chưa hề có trong các bản án ở quá khứ (được gọi là "ấn tượng đầu tiên"), tòa án có toàn quyền sáng tạo ra một tiền lệ mới để áp dụng cho các trường hợp sau này. Các tiền lệ như vậy được gọi là án lệ hay tiền lệ pháp